# Praia de Aleluia
A praia de Aleluia é um trecho do litoral de Salvador, município capital do estado brasileiro da Bahia. Está situada no bairro de Stella Maris, entre as praias do Flamengo e de Ipitanga. Por fazer parte de um trecho longo e moderadamente retilíneo, as delimitações com praias vizinhas não se dá tal qual como praias do tipo enseada. Além disso, em termos geológicos, está distante da área de influência da Falha de Itapuã e apresenta bancos de arenitos geralmente submersos, e não afloramentos rochosos precambrianos.
O público da praia costuma ser associado à juventude, às classes média alta e alta, à "gente bonita" e às pessoas "mais descoladas" da cidade. Além disso, trata-se de um destino turístico da cidade, tendo sido listada no livro 100 praias que valem a viagem: uma seleção das praias mais gostosas do Brasil. Nesse sentido, durante a Copa do Mundo FIFA de 2014, com partidas disputadas em Salvador, turistas do evento também compuseram o público da praia.
Em função das ondas fortes do trecho, há prática esportiva de surfe e kitesurf. Contudo, os deslocamentos das correntes oceânicas costumam surpreender banhistas, embora as correntes de retorno não sejam tão velozes. Assim, é uma das praias de Salvador historicamente mais perigosas pelo risco de afogamento, tendo sido o segundo local com mais registros em 2012 e o primeiro segundo documento de 2013. O serviço de salvamento é realizado pelo órgão municipal Coordenadoria de Salvamento Marítimo (SALVAMAR), que agrupa como "trecho 4" de sua área de cobertura as praias do Flamengo, Aleluia e Ipitanga.
Por outro lado, a balneabilidade da praia foi monitorada pelo Centro de Recursos Ambientais (CRA) entre 1997 e 2000 e, em média, 99 por cento dos registros apontaram a condição da praia como própria.